# Jože Falout
Jože Falout, slovenski hornist, * 26. april 1934, Ljubljana, † 2023
Je eden najbolj znanih hornistov na Slovenskem. Veliko je deloval kot solist tudi v tujini. Dolga leta je tudi deloval kot profesor za rog na Akademiji za glasbo v Ljubljani. Leta 2007 je bil imenovan za zaslužnega profesorja Univerze v Ljubljani.